# Iso-Nivu
Iso-Nivu är en sjö i kommunen Pieksämäki i landskapet Södra Savolax i Finland. Sjön ligger 109,7 meter över havet. Arean är 64 hektar och strandlinjen är 5,94 kilometer lång. Sjön  ingår i Kymmene älvs huvudavrinningsområde.   Den ligger omkring 58 kilometer norr om S:t Michel och omkring 250 kilometer norr om Helsingfors. 